# ГЕС Качі
ГЕС Качі – гідроелектростанція у центральній частині Коста-Рики, за три десятки кілометрів на схід від столиці країни Сан-Хосе. Знаходячись між ГЕС Ріо-Мачо та ГЕС La Joya, входить до складу каскаду на річці Ребентазон, яка бере початок біля міста Картаго та тече до впадіння праворуч у річку Парісміна, котра сама невдовзі завершується на узбережжі Карибського моря.

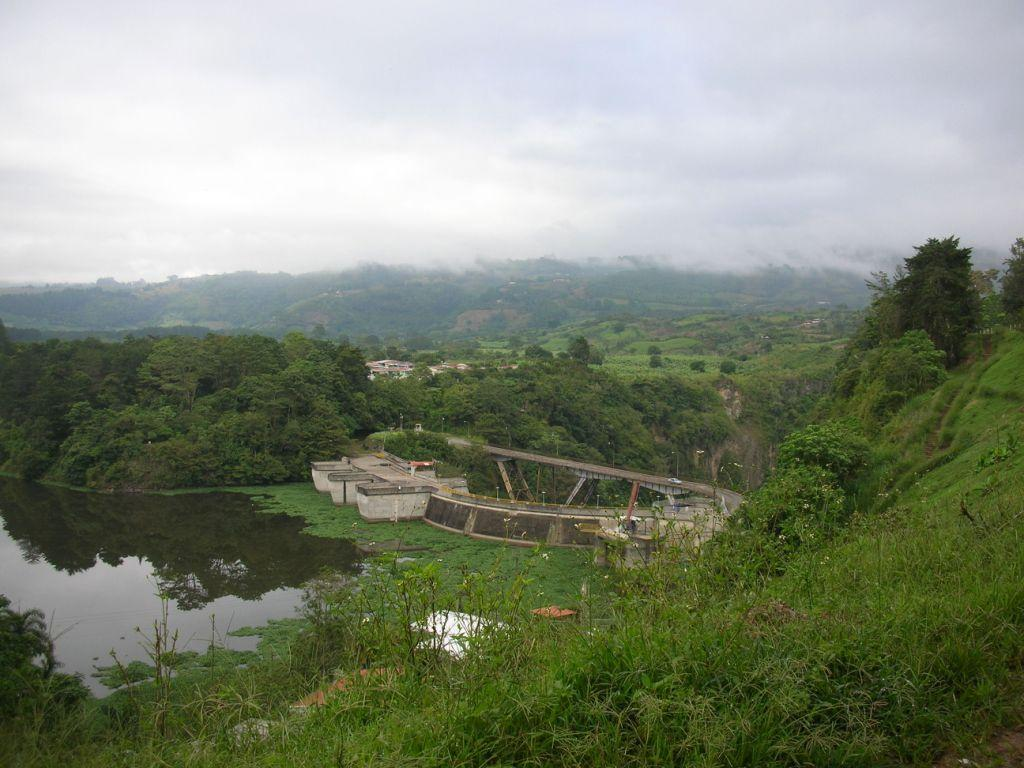
Вид на греблю з верхнього б'єфу

Ребентазон дренує східну частину міжгірської депресії, відомої як Центральні рівнини та обмеженої з півночі Кордильєрою-Сентраль, а з півдня Кордильєрою-де-Таламанка. Ще в межах зазначеної депресії, до того, як річка почне прориватися через Кордильєру-Сентраль у напрямку моря, на Ребентазон створили два водосховища, верхнім з яких є резервуар ГЕС Качі. Для нього звели бетонну аркову греблю висотою 85,5 метра (78,5 метра від дна річки), довжиною 148 метрів та товщиною від 5 до 2,5 метрів. Вона утримує водосховище з площею поверхні 3,24 км2 та об’ємом 54 млн м3 (корисний об’єм 36 млн м3). 

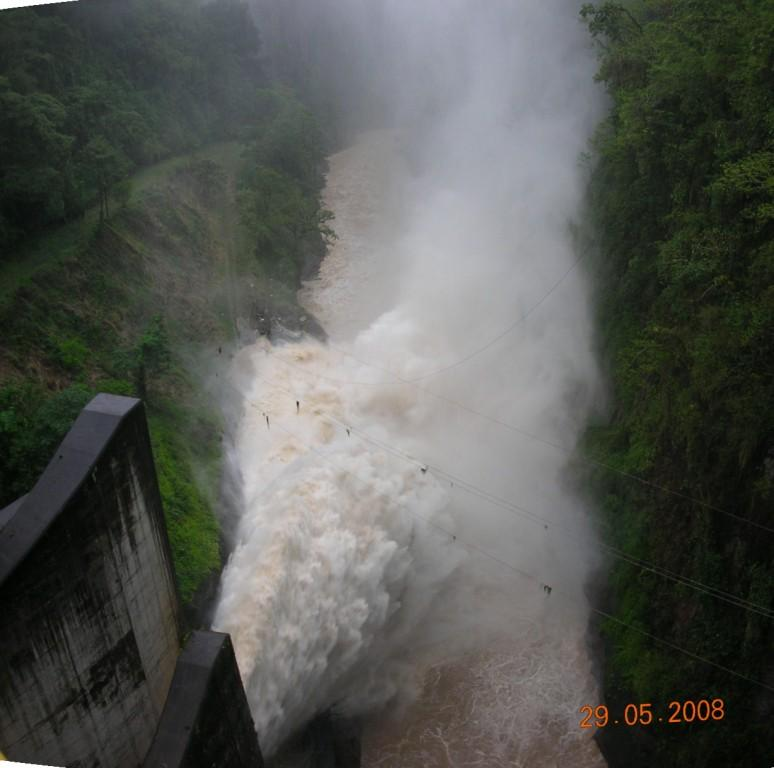
Працюють водоскиди станції

Від сховища через правобережний гірський масив прокладено дериваційний тунель довжиною 6,4 км з діаметром 3,8 метра, який на завершенні сполучений з балансувальним резервуаром шахтного типу висотою 75 метрів та діаметром 16 метрів. Далі через напірний водовід довжиною 0,6 км зі спадаючим діаметром від 3,4 до 1,7 метра ресурс подається до машинного залу.
Основне обладнання станції складають три турбіни типу Френсіс – дві потужністю по 32 МВт, встановлені у 1966-1967 роках, та одна з показником 36,8 МВт, додана в 1978-му. Це обладнання працює при напорі у 238 метрів.
Відпрацьована вода потрапляє у підвідний тунель станції La Joya. 
Видача продукції відбувається по ЛЕП, розрахованій на роботу під напругою 138 кВ.